# تیموتی پل ایوانز
تیموتی پل ایوانز (انگلیسی: Tim Evans؛ زادهٔ ۲۱ سپتامبر ۱۹۶۲) فرد نظامی اهل بریتانیا است. وی همچنین برندهٔ جوایزی همچون نشان حمام و نشان امپراتوری بریتانیا شده‌است.